# Federazione pallavolistica del Brunei
La Federazione bruneiana di pallavolo (eng. Brunei Amateur Volleyball Association, BAVA) è un'organizzazione fondata per governare la pratica della pallavolo in Brunei.
Organizza il campionato maschile e femminile, e pone sotto la propria egida la nazionale maschile e femminile.
Ha aderito alla FIVB nel 1982.